# In Spite of All the Danger
"In Spite of All The Danger" é uma das primeiras canções gravadas pelo The Quarrymen, então integrado por John Lennon, Paul McCartney, George Harrison, John Lowe e Colin Hanton.
A canção foi escrita por McCartney e Harrison e é a única música que dá crédito aos dois sozinhos. Acredita-se que tenha sido registrada no sábado, 12 de julho de 1958 (três dias antes da morte da mãe de Lennon). No entanto, essa data de gravação é contestada pelo grupo. A gravação foi feita no estúdio caseiro de Percy Phillips em Liverpool e custou 17 xelins e seis pêni.

## História

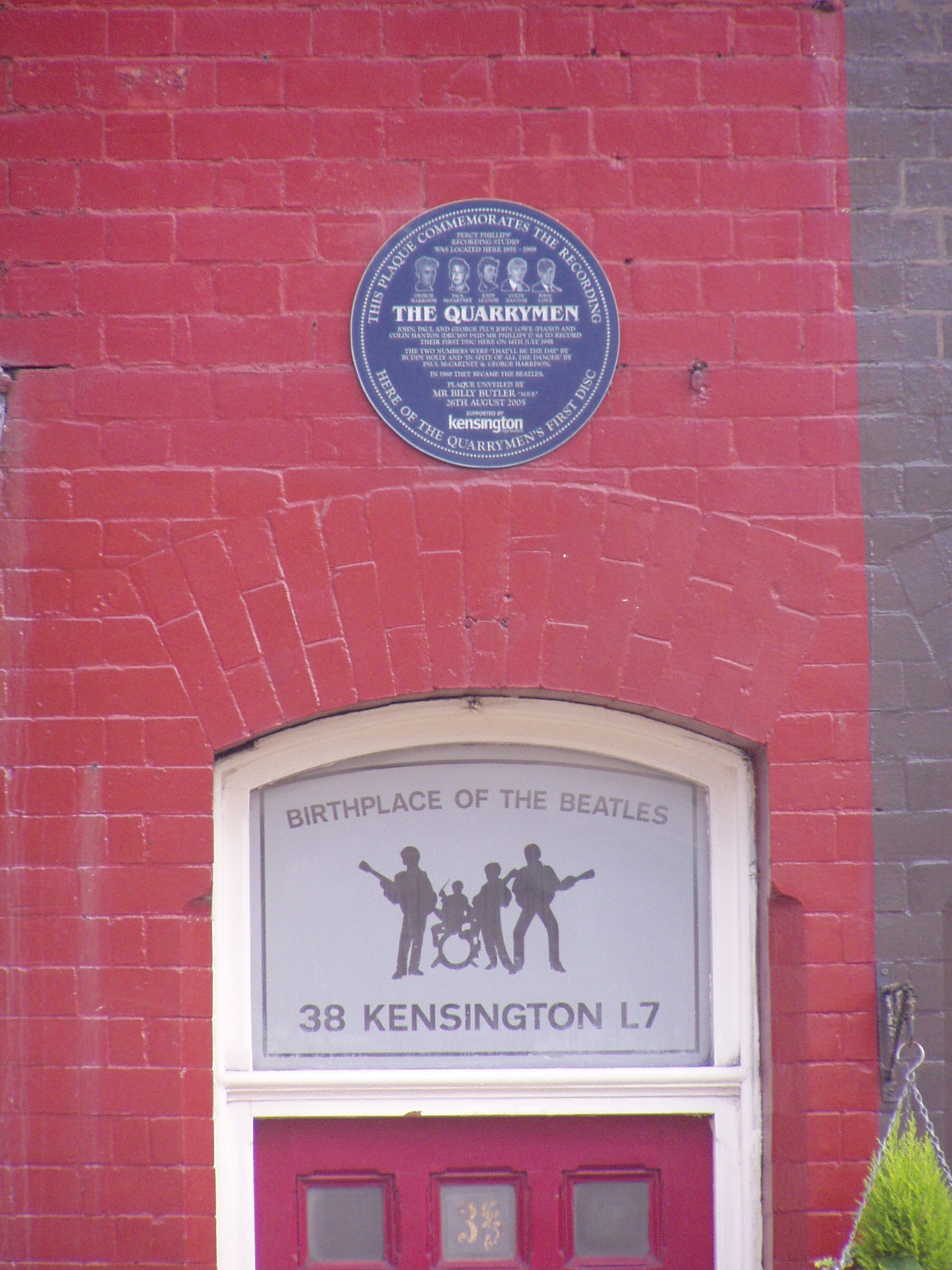
Placa comemorativa no lugar em que se gravou o disco em 1958

Em março de 1958, Paul apresentou ao grupo pela primeira vez uma canção própria, intitulada "In Spite of All the Danger". Se trata de uma canção de amor, em que o eu lírico promete a sua namorada fazer qualquer coisa que ela queira, se ela for fiel a ele. Tocar uma música própria significou uma enorme mudança musical, não apenas para os Quarrymen, mas para as bandas que proliferavam em Liverpool.

Foi impressionante. Não apenas havia sido escrita por Paul, mas era realmente muito boa. Eu gostava. Era o tipo de canção que Elvis poderia cantar. Não disse nada nesse momento, mas por dentro estava assombrado. Era a prova do talento de Paul e da crescente ambição sua e de John.— Colin Hanton
McCartney declarou que "In Spite of All the Danger" foi escrita imitando o estilo de uma canção de Elvis Presley que havia escutado no acampamento de escoteiros que frequentou no verão anterior. A maioria dos comentaristas conclui que a música de Presley usada por McCartney como modelo foi "Tryin 'to Get to You", que foi incluída no primeiro álbum de Elvis em 1956, e que inclui a linha "In spite of all that I've been through." Chris Ingram diz que foi "claramente inspirada" nela, e John C. Winn diz que foi "formada a partir" dela. Foi uma das primeiras canções compostas por McCartney, junto a "I Lost My Little Girl". Esta última também foi ensaiada pelos Quarrymen, porém nunca a tocavam porque Paul sentia que não era boa o suficiente.
Na metade de 1958, George Harrison descobriu que o guitarrista Johnny Byrne, do grupo de Rory Storm, havia gravado um disco em um pequeno selo de Liverpool chamado Kensington, que era propriedade de Percy Phillips. O custo era de 17 xelins e seis pêni, que significava uma quantia considerável, ainda mais para adolescentes da época. Assim que conseguiram o dinheiro (3 xelins e seis pêni cada um), a gravação foi agendada para o sábado, 12 de julho de 1958 (mais provavelmente) ou na segunda-feira, 14 de julho (a data exata ainda é discutida). A única outra gravação anterior dos Quarrymen em performance foi uma gravação de tape deck de rolo feita por um membro da plateia em 6 de julho de 1957, durante o último número dos Quarrymen para a Rose Queen garden fête na St. Peter's Church, Woolton, Liverpool.
Quando Lennon, McCartney, Harrison, Lowe e Hanton chegaram, se surpreenderam do quão pequeno e tecnicamente primitivo era o lugar, que possuía apenas um microfone no centro da sala e uma máquina gravadora de discos de goma-laca. Ao chegar, Phillips disse que para realizar a gravação em uma cinta analógica, que poderia ser editada e transferida para um disco de acetato de 78 RPM, deviam pagar uma libra, que significava um adicional de dois xelins e seis pêni a mais do que haviam juntado. Os jovens não possuíam este dinheiro, então a gravação foi feita diretamente sobre o disco.
Como lado A gravaram um cover de Buddy Holly, "That'll Be the Day", e como lado B gravaram "In Spite of All the Danger", que nesse momento foi creditado a Paul McCartney, compartilhando a autoria com George Harrison, devido ao solo de guitarra que continha, criado por este último. Uma placa pendurada na parede exterior do edifício, em Kensington 38 de Liverpool, recorda aquela histórica gravação.

## Recuperação do disco
Realizada a gravação, os jovens levaram o disco e acordaram em cada um ficar com ele por uma semana, começando por John, depois Paul, George e finalmente Hanton. Hanton por sua vez o emprestou a seu amigo Charlie Roberts, que o manteve em seu poder sem se dar conta durante anos, até sua esposa Sandra o encontrar na década de 1960 entre vários discos velhos que pensava em se desfazer. Roberts devolveu a Hanton, que por sua vez deu a Duff Lowe, cuja esposa o guardou em uma cômoda. Em 1981, McCartney descobriu que Lowe tinha esse disco em sua posse e o comprou, para restaurá-lo e fazer várias cópias. Em 1995 o disco foi difundido mundialmente ao ser reeditado no álbum Anthology 1, mas recortando 30 segundos dos três minutos e 25 segundos da gravação original.
A preservação de um único disco gravado pelos Quarrymen, tocando uma das primeiras canções de Paul McCartney, com a participação de três dos quatro Beatles, é considerada "milagrosa". Entre janeiro e maio de 1960 John, Paul e George gravaram outro disco no estúdio de Percy Phillips, que incluía "One After 909", um dos primeiros temas compostos por John Lennon. Deste último disco não existem rastros.

## Créditos
- John Lennon – vocais, guitarra rítmica
- Paul McCartney – vocais, guitarra rítmica
- George Harrison – guitarra solo, vocal de apoio
- John "Duff" Lowe – piano
- Colin Hanton – bateria